# Fredrik Vilhelm av Hessen-Kassel
Fredrik Vilhelm (II) av Hessen-Kassel, Friedrich Wilhelm Georg Adolf von Hessen-Kassel-Rumpenheim, född 26 november 1820 i Kassel, död 14 oktober 1884 i Frankfurt am Main, var från 1867 lantgreve av Hessen-Rumpenheim och från 1875 (titulär-)lantgreve av Hessen-Kassel. Son till Vilhelm av Hessen-Kassel och Louise Charlotta av Danmark.
Han var gift 1:o i Sankt Petersburg 1844 med storfurstinnan Alexandra Nikolajevna av Ryssland (1825–1844), dotter till Nikolaj I av Ryssland; gift 2:o 1853 på Charlottenburg med Anna av Preussen (1836–1918), dotter till Karl av Preussen.

## Barn
- Fredrik Vilhelm Nikolaus Karl (1854–1888), avliden till sjöss mellan Batavia och Singapore
- Elisabeth Alexandra Maria Charlotte Luise (1861–1955); gift 1884 med Leopold av Anhalt (1855–1886)
- Alexander Fredrik Vilhelm Albrecht Georg (1863–1945); han avsade sig sina arvsrättigheter inom huset Hessen 15 mars 1925 ; gift 1925 med friherrinnan Gisela Stockhorner von Starein (1884–1965)
- Fredrik Karl Ludvig Konstantin (1868–1940), lantgreve av Hessen, 1918 vald till kung av Finland, överhuvud inom huset Hessen från 15 mars 1925; gift 1893 med sin syssling, Margarethe av Preussen (1872–1954)